# Сукомел, Александр Семёнович
Александр Семёнович Сукомел  (26 мая 1916 года — 1986) —  специалист в области теплотехники, профессор кафедры Теоретических основ теплотехники МЭИ, декан Теплоэнергетического факультета (ТЭФ) МЭИ (1962-1970). Участник Великой Отечественной войны.

## Биография
Александр Семёнович Сукомел родился 26 мая 1916 года в селе Млиев Киевской губернии около г. Городище в крестьянской семье. Учился в Уманском учительском институте, по окончани которого в 1937 — 1938 годах работал учителем физики и математики в сельской школе. С 1938 года учился в 3-м Ленинградском артиллерийском училище. Окончил училище в 1941 году.
С 22 июня 1941 года на фронте. Участвовал в боях на Ленинградском, Западном и Северо-Западном фронтах, занимал должности от командира взвода до командира артиллерийского дивизиона, майор. Дослужился до звания гвардии майора. В боях под городом Старая Русса Александр был тяжело ранен, потерял ногу.
После прохождения лечения в госпитале был направлен на преподавательскую работу в артиллерийское училище башкирского города в г. Белебей. До августа 1944 года работал преподавателем теории артиллерийской стрельбы. В 1944 году, после демобилизации поступил учиться сразу на второй курс Энергомашиностроительного факультета Московского энергетического института (МЭИ). Педагогами А. Сукомела в МЭИ были профессор Б. С. Петухов, академик РАН М. А. Михеев. После окончания института учился в аспирантуре под руководством академика М. А. Михеева. Защитил кандидатскую диссертацию и начал работать в МЭИ преподавателем.
C 1962 по 1970 год профессор А. С. Сукомел был деканом Теплоэнергетического факультета МЭИ.
А. С. Сукомел является автором около 100 научных трудов, включая учебник «Теплопередача» (1975), переведённый на английский, испанский и китайский языки. Под его руководством в МЭИ было подготовлено и защищено более десяти кандидатских диссертаций.

## Награды и звания
- Орден «Красного Знамени» — за оборону Москвы;
- Орден Александра Невского — за участие в боях по освобождению городов Демянска и Старой Руссы;
- Орден «Отечественной войны I степени»;
- Орден «Знак почёта» — за успехи в подготовке инженерных и научных кадров.

## Труды
- Теплообмен и трение при турбулентном течении газа в коротких каналах / А. С. Сукомел, В. И. Величко, Ю. Г. Абросимов. М.: Энергия, 1979. 216 с.
- Задачник по теплопередаче / Краснощёков Е. А., Сукомел А. С. М.: Кнорус, 2011. ISBN 978-5-4365-0051-5.